# Chissioua Mbouzi
Chissioua Mbouzi är en ö i Komorerna.   Den ligger i distriktet Moheli, i den västra delen av landet, 100 km sydost om huvudstaden Moroni.